# ساتبرو (ماساچوست)
ساتبرو، ماساچوست
ساتبرو (به انگلیسی: Southborough) شهرکی در شهرستان ورچستر ایالت ماساچوست می‌باشد که در سال ۱۷۲۷ بنیان‌گذاری شده‌است. این شهرک در سرشماری سال ۲۰۱۰ میلادی، ۹٬۷۶۷ نفر جمعیت داشته‌است.